# Kosmické smetí

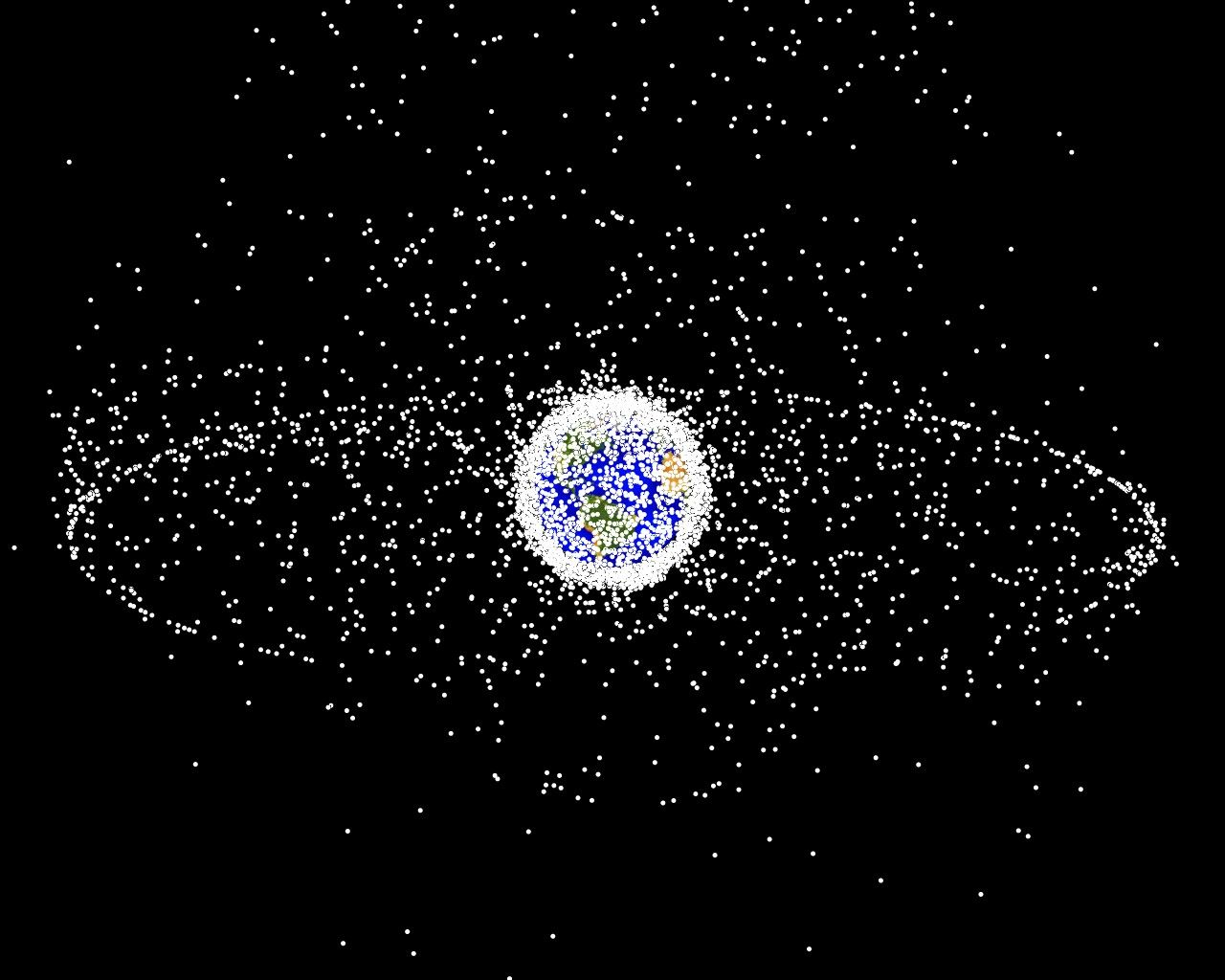
Počítačová vizualizace kosmického odpadu kolem Země

Kosmické smetí je označení pro tisíce úlomků, nefunkčních družic a dalších těles, vypuštěných do vesmíru lidmi. Větší část jich létá kolem Země a stávají se svým množstvím a hustotou hrozbou pro nově vypouštěné družice a lodě s kosmonauty.

## Objem smetí

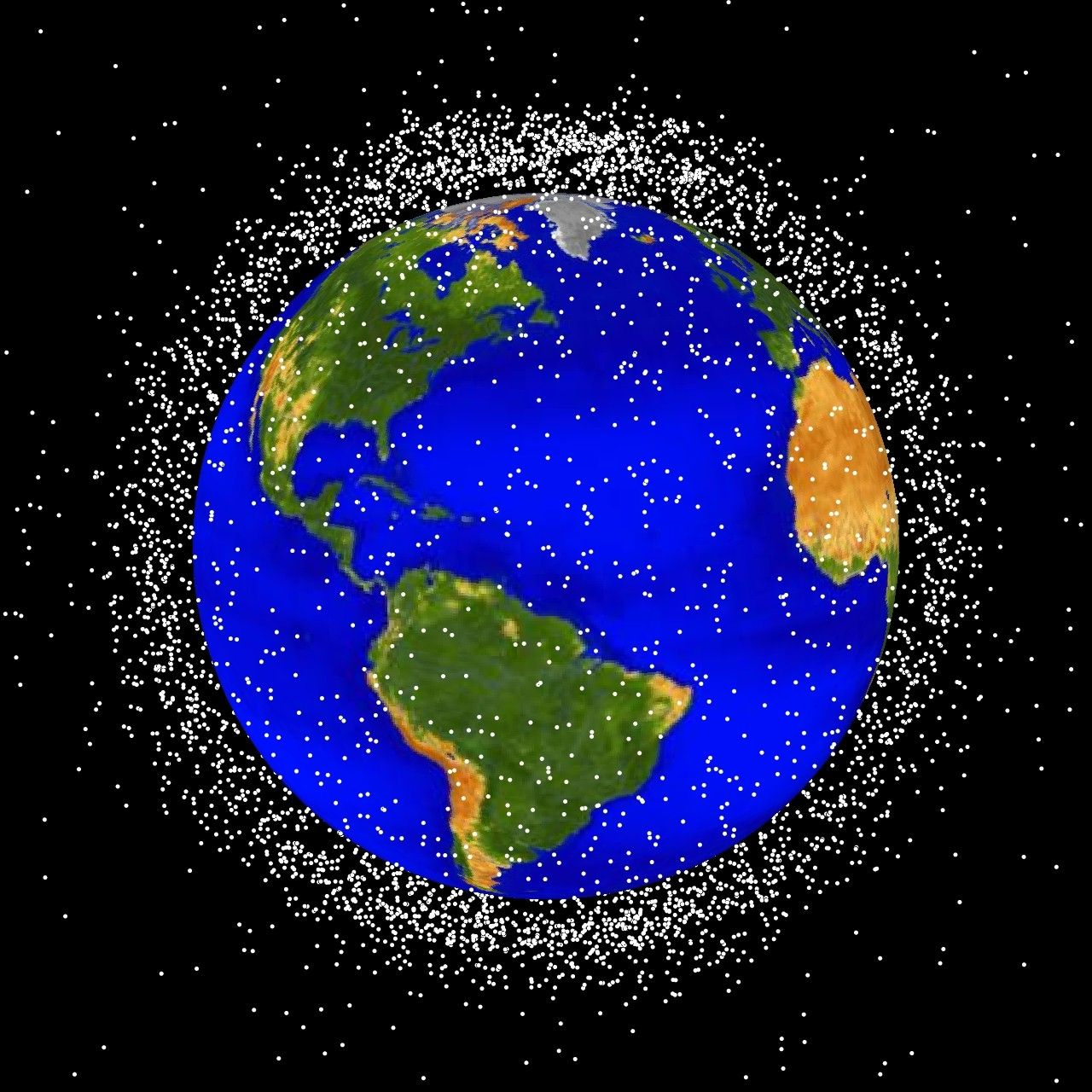
Počítačová simulace sledovaných kusů kosmického odpadu na nízké oběžné dráze

Za více než půl století kosmické éry lidstva se poblíž Země nashromáždilo přes 110 000 malých (nad 1 cm) i větších objektů umělého původu. Jsou to jednak nefunkční družice, vyhořelé stupně nosných raket, pozůstatky různých experimentů kosmonautů (utržená lana, nářadí). Problémem jsou jejich vzájemné srážky, které znamenají vznik stále nových úlomků. Odhaduje se, že hmotnost tohoto materiálu dosáhla 3000 tun (tíha 30 meganewtonů při zemské gravitaci). Za nejstarší kosmické smetí stále ještě kroužící kolem orbity Země jsou považovány zbytky nosné rakety Vanguard 1 vypuštěné 17. března 1958. Od té doby počet vypuštěných raket, družic a lodí přesáhl číslo 4000.
Americký vědec Donald J. Kessler v roce 1978 předpověděl, že oběžnou dráhu Země zaplní vesmírný odpad do té míry, že bude nemožné jím proletět, aniž by se poškodilo plavidlo astronautů. Tento stav je označován Kesslerův syndrom.

## Sledování situace
Sledovací síť amerického letectva sleduje dráhy 18 000 objektů větších než 10 mm. Rusko provozuje podobný systém jako je ten americký a sleduje 5000 objektů. Další agentury zabývající se problémem vesmírného odpadu jsou mezinárodní organizace IADC (Inter-Agency Space Debris Coordination Committee), která se zaměřuje na koordinaci a spolupráci mezi agenturami a ISON (International Space Observation Network), což je mezinárodní síť sledovacích observatoří. Počátkem března 2005 vybudovala Čínská akademie věd na observatoři u Nankingu svou první pozorovací stanici k evidenci kosmického smetí ve snaze ochránit před jeho střety se svými družicemi a kosmickými loděmi. O monitorování situace se starají i stovky jednotlivců a amatérských astronomů, kteří sdílí informace po internetu. Spolupráce mezi všemi těmito organizacemi však neprobíhá v plném rozsahu, a některé objekty se tak bez varování mohou srazit s družicí nebo dokonce kosmickou lodí.

## Prevence a likvidace smetí

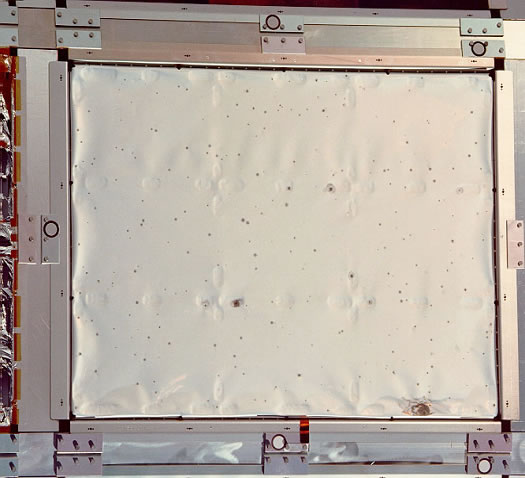
„Prostřílený“ panel LDEF

Existuje řada návrhů na řešení problému. Například větší využití raketoplánů (nemají raketové stupně), instalace kosmických „vysavačů“, navádění družic do atmosféry, použití laserů k vypaření nebo „sestřelení“ větších úlomků nebo použití obrovské masy aerogelu, která by zachytávala i drobné úlomky a později shořela v atmosféře. V současné době se klade důraz na prevenci srážek díky sledování úlomků na často využívaných drahách. Důležité je také zamezit explozím družic, při kterých vzniká obrovské množství úlomků, jako při cvičném sestřelu satelitu čínskou protisatelitní raketou 11. ledna 2007, kdy vzniklo přes 2300 úlomků velikosti golfového míčku a 30 000 úlomků větších než 10 mm. Cenné informace o účincích pobytu v prostředí mikroasteroidů a vesmírného odpadu jsou získávány studiem vesmírné techniky, která byla přivezena zpět na Zem, jako byl experiment LDEF (Long Duration Exposure Facility). Byl to kontejner velikosti autobusu, jenž byl vynesen v roce 1984 při misi STS-41-C raketoplánem Challenger a přivezen zpět raketoplánem Columbia při misi STS-32 roku 1990 a studiem jeho pláště byly získány informace o složení odpadu a účincích nárazů na plášť. Dalšími zdroji informací se stal satelit EURECA (1992-1993) a solární panely Hubbleova vesmírného dalekohledu, přivezené při misi STS-61.
Ke konci roku 2009 uvedla americká agentura DARPA, že připravuje studii i konferenci cca 300 odborníků na vesmír a největších vesmírných agentur, včetně NASA, ESA a ruského Roskosmosu, s cílem vyvinout nejlepší způsob odstraňování kosmického smetí.
Ruská Energia Space Corporation plánovala vypustit na oběžnou dráhu automatický sběrač kosmického smetí v roce 2015.
Evropská vesmírná agentura (ESA) pracuje na mezinárodním projektu mapování vesmírného odpadu. Spolupracuje na něm i česká hvězdárna v Teplicích.

## Významné incidenty
- Za první člověkem vyrobené kosmické smetí se dají považovat zbytky americké rakety Vanguard-1, vypuštěné v roce 1958. Nebezpečí mají představovat po dalších 200 let.[4]
- V roce 1996 byla zaznamenána první srážka umělých kosmických těles, kdy do francouzské družice Cerise narazil 10 let starý úlomek rakety Ariane.[6][7]
- 11. ledna 2007 provedla Čínská lidová republika test svého protidružicového systému, při němž byla zničena meteorologická družice FY-1C (COSPAR 1999-025A [8]). Při jejím zničení vznikly tisíce úlomků a většina z nich stále zůstává na oběžné dráze.
- 21. února 2008 byl sestřelen americký vojenský satelit USA 193 (COSPAR 2006-057A [9]). Americké ministerstvo obrany rozhodlo o jeho sestřelení 14. února. K sestřelení byla použita upravená raketa SM-3 odpálená z raketového křižníku Lake Erie. V únoru 2009 se již na oběžné dráze nenacházely žádné zbytky trosek.
- 12. ledna 2009 došlo nad Sibiří k první srážce dvou družic – americké komunikační družice Iridium 33[10] s nefunkčním ruským komunikačním satelitem Kosmos 2251.[11] Podle vyjádření Pentagonu vzniklo při srážce přes 600 úlomků, které mohou poškodit jiné družice a následně vést k dominovému efektu. NASA oznámila že ISS by neměla být ohrožena, díky její nižší dráze, dále uvedla že vyhodnocení srážky bude trvat několik týdnů.[12]
- 12. března 2009 byla preventivně evakuována Mezinárodní vesmírná stanice. Ke stanici se blížil shluk úlomků o velikosti několika centimetrů. Trosky byly odhaleny pozdě na to, aby stanice podnikla úhybný manévr. Posádka přešla do připojené kosmické lodi Sojuz TMA-13, pro případ dekomprese stanice po srážce. Největší kus vesmírného smetí, pravděpodobně starý motor, minul ISS v 17:39 SEČ, žádné škody hlášeny nebyly.[13][14]
- 8. března 2024 zasáhla dům v Naples na Floridě část odhozeného odpadu z Mezinárodní kosmické stanice.[15]

## V populární kultuře
V roce 2003 vznikl v Japonsku hardcore sci-fi/kyberpunkový manga seriál Planetes (プラネテス) Makoto Jukimury, který se ve 26 dílech věnuje osudu týmu sběračů kosmického smetí. U úvodu každé epizody je řečeno, že v budoucnu se kosmické smetí stalo pro lidstvo – a jeho ambice podmanit si blízké okolí vesmírného prostoru kolem jeho domovské planety – vážným problémem a potenciální příčinou vesmírných nehod a sběr kosmického smetí má tedy odpovídající význam.